# Sunbury-on-Thames
Sunbury-on-Thames, kurz Sunbury, ist eine Stadt in der britischen Grafschaft Surrey. Der Ort liegt im District Spelthorne und gehörte bis 1965 zu Middlesex. Die Twickenham Bridge und die Walton Bridge überqueren hier die Themse.
Der zum Erzbistum Westminster gehörende Ort liegt an der M3 und sollte bereits 1913 an die Central London Railway der Londoner U-Bahn angebunden werden.
1878 baute der Erfinder Frederick Walton hier die eine Linoleum-Fabrik, zwischen 1936 und 1938 fertigte Lammas Ltd hier Automobile, 1968 fand hier das National Jazz and Blues Festival statt, heute hat der Tauchausrüster Acergy hier ebenso seinen Sitz wie der London Irish Rugby Football Club.

## Persönlichkeiten
- Eddie Calvert (1922–1978), Trompeter
- Dominic Chappell (* 1966), Unternehmer und Autorennfahrer
- Diana Dors (1931–1984), Schauspielerin
- Mal Evans (1935–1976), Roadmanager
- Adam Faith (1940–2003), Sänger
- James Hurtle Fisher (1790–1875), australischer Politiker
- David Gilmour (* 1946), Gitarrist
- John Glen (* 1932), Regisseur
- Edward Hawke (1705–1781), Admiral
- Tom Jones (* 1940), Sänger
- Dickie Valentine (1929–1971), Sänger
- Frederick Walton (1834–1928), Erfinder